# 横田晃一
横田 晃一（よこた こういち、1984年4月13日 - ）は、日本の実業家。株式会社熱血創業者で、同社代表取締役社長。株式会社アルバ産業取締役社長。

## 人物・来歴
神奈川県藤沢市辻堂に生まれ、藤沢市立明治中学校を経て、明徳義塾高等学校中退。 幼少期よりバスケットボールで頭角を現し、明徳義塾高等学校へはスポーツ特待生として入学。
その後様々な仕事を経て、日の出らーめん入社。2013年株式会社熱血設立。2019年株式会社アルバ産業顧問就任、2020年取締役社長に就任。